# Klenovec
Klenovec (allemand : Klenowetz,  hongrois : Klenóc) est un village de Slovaquie situé dans la région de Banská Bystrica.

## Histoire
La première mention écrite du village date de 1438.

## Démographie

### Évolution de la population
| Année:               | 1994. | 2004.   | 2014.   | 2024.   |
| -------------------- | ----- | ------- | ------- | ------- |
| Nombre de personnes: | 3370  | 3268    | 3213    | 2952    |
| Différence:          |       | -3,02 % | -1,68 % | -8,12 % |

| Année:               | 2023. | 2024.   |
| -------------------- | ----- | ------- |
| Nombre de personnes: | 2970  | 2952    |
| Différence:          |       | -0,60 % |